# Guatteria curvipetala
Guatteria curvipetala är en kirimojaväxtart som beskrevs av Robert Elias Fries. Guatteria curvipetala ingår i släktet Guatteria och familjen kirimojaväxter. Inga underarter finns listade i Catalogue of Life.